# お祭り弁護士・澤田吾朗
『お祭り弁護士・澤田吾朗』（おまつりべんこし・さわだごろう）は、2000年から2004年までテレビ朝日系「土曜ワイド劇場」で放送されたテレビドラマシリーズ。全4回。主演は高嶋政伸。
弁護士の吾朗が訪れた祭りで起こる、殺人事件の解決に奮闘する姿を描く。

## 登場人物

### 主人公と家族
澤田吾朗
演 - 高嶋政伸
東京弁護士会所属の弁護士。金にならない事件でも全力で誠実に取り組む。
学生時代からの無類の祭り好きで、祭りと聞けば仕事が手に付かず、どんな地方にも駆けつけ、参加してしまう。
第1作と第2作では過度の貧乏のあまりに個人事務所を畳んで妻の母の事務所を間借りしている設定だが、第3作では個人の事務所で活動している。
澤田恵
演 - 芳本美代子（第1作 - 第3作）
吾朗の妻。神崎法律事務所の事務員（第1作・第2作）。
神崎雅子
演 - 野際陽子（第1作・第2作）
恵の母。神崎法律事務所の弁護士。大企業の顧問になったりTV出演したりするなど有名な存在。吾朗を「能天気」と思っている。

### その他
大鷹喜美子
演 - 野際陽子（第3作・第4作）
警察庁広域捜査官。吾朗と対立する立場にある。
神崎雅子とは別役での出演である。

### ゲスト
第1作「見知らぬ死体を夫と呼んだ女…」（2000年）
- 冬木彩（冬木の妻） - 安永亜衣
- 長井智代（樺桜銀行 元行員・飛田の愛人） - 滝沢涼子
- 冬木悟（樺桜銀行西馬音内支店 営業係長） - 神保悟志
- 佐野（西馬音内警察署 刑事） - 浜田晃
- 荻野恒夫（荻野恒夫興信所 所長） - 綾田俊樹
- 菅野（警視庁多摩南警察署 刑事） - 阿南健治
- 近藤信也（樺桜銀行西馬音内支店 営業課長） - 佐渡稔
- 国松亮三（丸富建業 社長） - 重松収
- 飛田克之（樺桜銀行西馬音内支店 営業課長） - 越村公一
- 堀田（西馬音内警察署 刑事） - 水野純一
- 厚田勇二（樺桜銀行西馬音内支店 行員） - 東海林寿剛
- 冬木真由子（冬木と彩の娘） - 山田さくや
- 敬子（樺桜銀行西馬音内支店 行員） - 高木りな
- 道子（樺桜銀行西馬音内支店 行員） - 布施あい子
- 飛田と同じマンションの主婦 - 棟里佳
- ルミ（クラブホステス） - 竹下舞
- 澤田吾朗の祭り仲間 - 伊藤幸純、今井彰一
- ホテルのフロント係 - 松岡史明
- アナウンサー - 加藤えり

第2作「秩父夜祭りに消えた女」（2002年）
- 神谷桐子（雄一の恋人・そば屋店員） - 細川直美（幼少期：郷田由芽）
- 矢部明（秩父総業 専務） - 橋本さとし
- 佐久間大三郎（秩父織りの職人） - 梅津栄
- 斉藤（秩父本町警察署 刑事） - でんでん
- 菊池（総会屋） - 河原さぶ
- 久保田章子（陶芸家・明の愛人） - 中村綾
- 佐久間雄一（大三郎の孫） - 西岡竜一朗
- 徳永康夫（秩父総業 社員） - 福本伸一
- 工藤タケシ（チンピラ） - 藤原習作
- 市川マサ（元看護師） - 花原照子
- そば屋店員 - 村野友美
- 矢部十蔵（秩父総業 社長・明の父） - 勝部演之

第3作「青森ねぶた祭〜徳島阿波おどり 日本縦断二大祭 1600kmを結ぶ連続殺人！」（2002年）
- 三枝涼子（的屋） - 洞口依子
- 塚本幸治（ワールドワイド企画 社長） - ベンガル
- 鈴木勝也（ワールドワイド企画のイベントプロモーター） - 木下ほうか
- 塚本あけみ（塚本の後妻） - 森崎めぐみ
- 正木（刑事） - 樋渡真司
- 伊沢（刑事） - 菊地康二
- 菅野弓子 - 宮澤寿梨
- 宮島深雪 - 大塚ちひろ
- ウェイター - 池田鉄洋
- 三枝涼子の母 - 和泉今日子
- 三枝眞二（涼子の亡夫の弟） - 佐藤アツヒロ

第4作「長崎ランタンフェスティバル連続殺人」（2004年）
- 鬼塚典子（長崎のタウン誌の記者） - 芳本美代子
- 辰巳晴夫（料亭「出島」板長） - 深水三章
- 江崎雪乃（料亭「出島」女将） - 岡まゆみ
- 江崎卓造（料亭「出島」主人） - 麿赤兒
- 江崎和也（料亭「出島」若旦那・典子の婚約者） - ひかる一平
- 風間光一 - 四方堂亘
- 菊地（刑事） - 谷本一
- 鬼塚龍太郎（典子の父） - 梅沢富美男

## スタッフ
- 脚本 - 小森名津、田子明弘
- 音楽 - 大河内元規
- 監督 - 岡本弘、村松弘之
- プロデュース - 松本基弘（テレビ朝日）、三輪祐見子（テレビ朝日 / 第3作）、山内章弘（東宝）
- 製作 - テレビ朝日、東宝
- 制作担当 - 林利雄

## 放送日程
| 話数 | 放送日        | サブタイトル                                                       | 脚本     | 監督     | 視聴率 |
| ---- | ------------- | ------------------------------------------------------------------ | -------- | -------- | ------ |
| 1    | 2000年5月06日 | 見知らぬ死体を夫と呼んだ女…                                        | 小森名津 | 岡本弘   | 14.1%  |
| 2    | 2002年1月12日 | 秩父夜祭りに消えた女                                               | 小森名津 | 村松弘之 | 15.5%  |
| 3    | 8月31日       | 青森ねぶた祭〜徳島阿波おどり 日本縦断二大祭 1600kmを結ぶ連続殺人！ | 小森名津 | 岡本弘   | 14.9%  |
| 4    | 2004年1月24日 | 長崎ランタンフェスティバル連続殺人                                 | 田子明弘 | 村松弘之 | 13.7%  |

- 視聴率はビデオリサーチ調べ、関東地区・世帯